# Villa Bel Respiro
Villa Bel Respiro è una storica residenza eclettica di Sanremo in Italia.

## Storia
La villa venne eretta nel 1893 su progetto dell'architetto Pio Soli. La proprietà appartenne per un certo tempo a un collezionista d'antiquariato di origine britannica, venendo poi acquistata nel 1918 dal conte Paolo Ruggeri Laderchi, che negli anni Trenta del XX secolo vi organizzò frequenti ricevimenti ospitando le più importanti personalità di passaggio nella città dei fiori. La villa gli appartenne sino al 1940, anno della sua scomparsa.
Dal 1953 ospita la sede dell'Istituto sperimentale per la floricoltura.

## Descrizione
L'edificio presenta uno stile eclettico dalle influenze neorinascimentali. Il corpo di fabbrica è caratterizzato dalla presenza di ali sporgenti, logge e terrazze.

## Galleria d'immagini

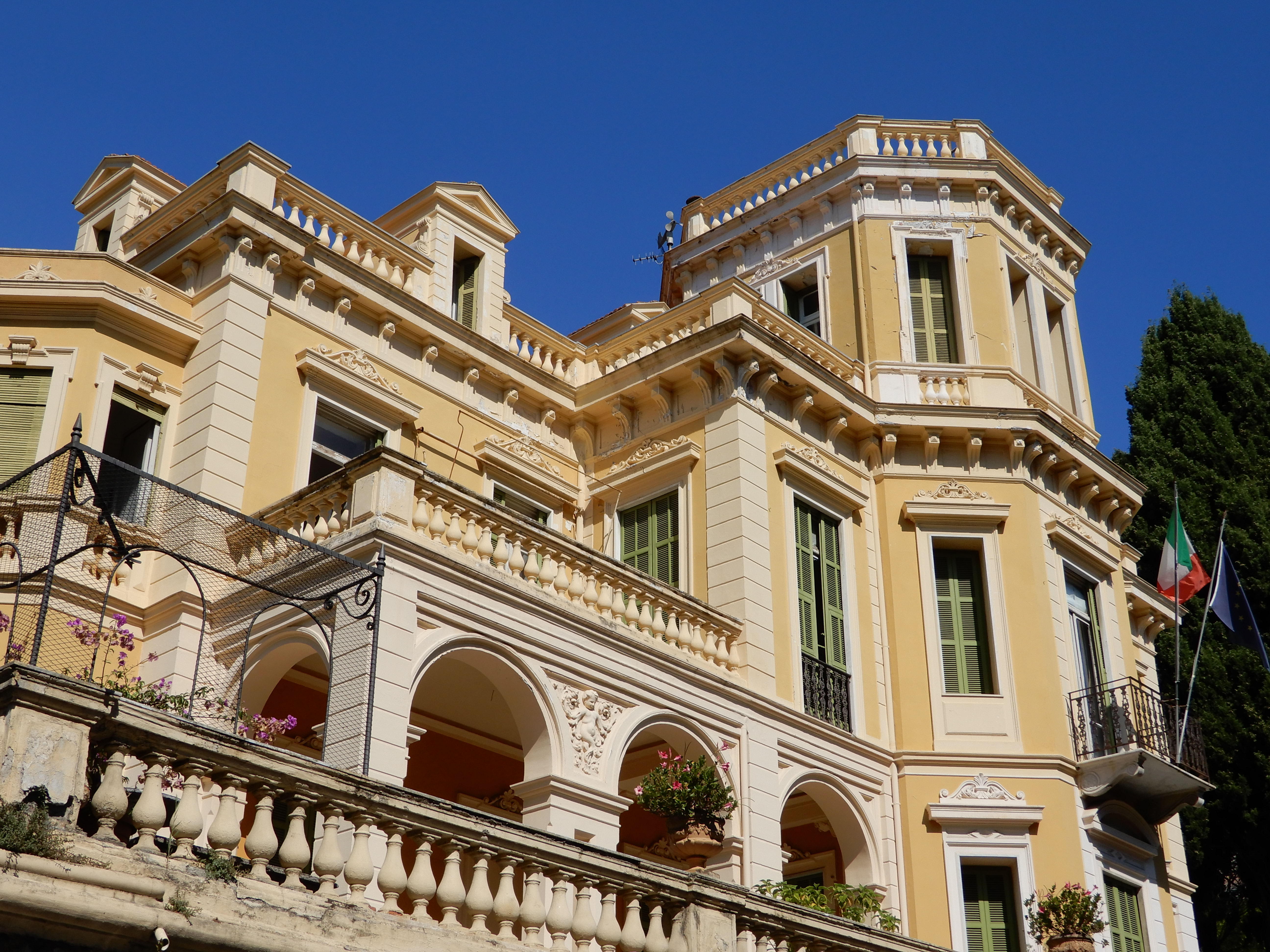
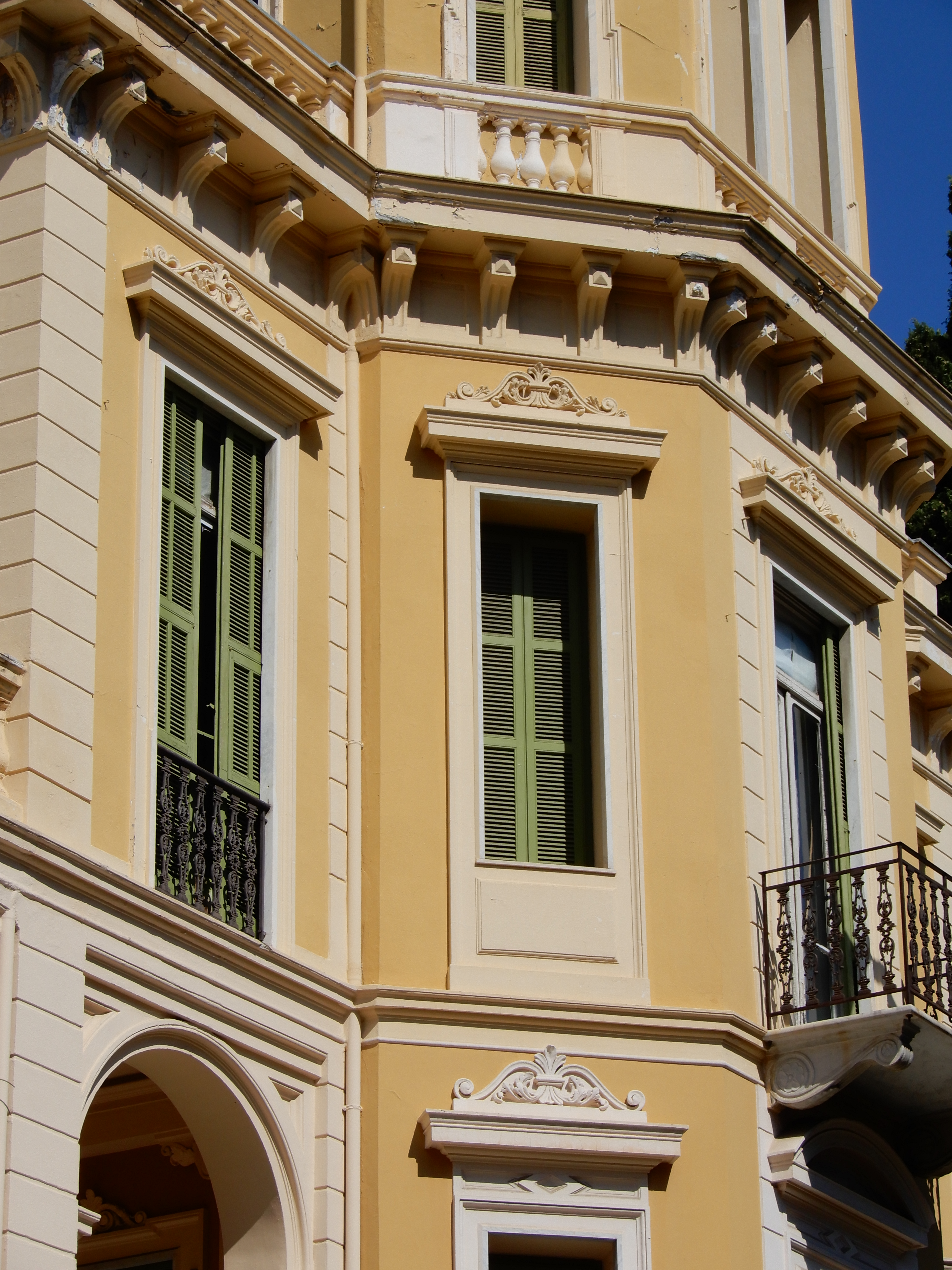
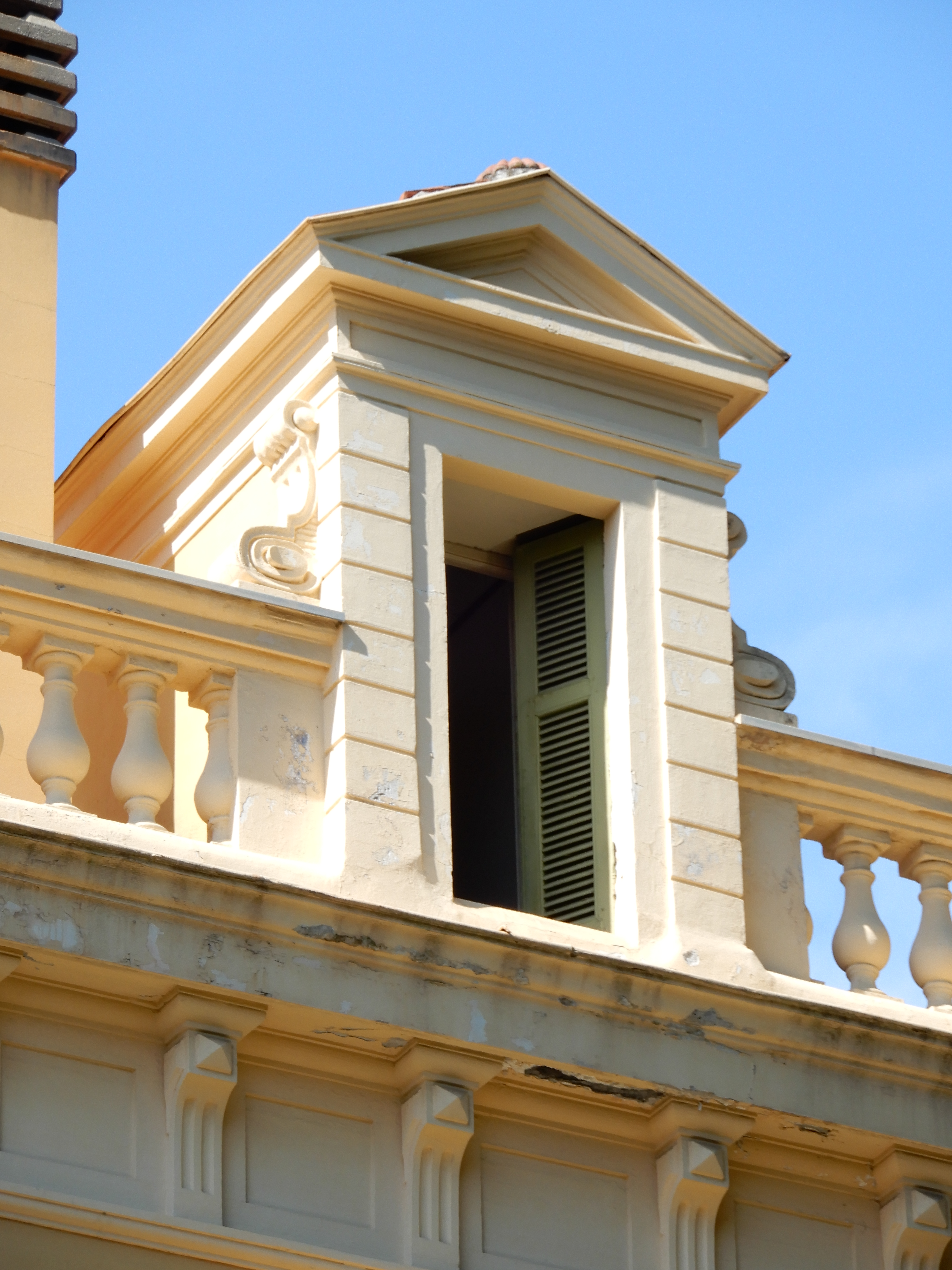